# Giga delle Quattro Province
La giga è un'antica danza delle Quattro Province.
Ne estono due versioni: la giga a due, con un cavaliere e due dame, e la giga a quattro, con due cavalieri e quattro dame. Sono danze a coreografia fissa, con piccole varianti locali ma sostanzialmente conosciute con uno stesso schema su tutto il territorio delle quattro province.
Sono balli a richiesta; un tempo, quando i balli erano a pagamento, un ballerino chiedeva ai suonatori uno di questi balli e il ballo era suo, cioè lo faceva con le donne che aveva invitato e tutti i presenti rimanevano a guardarli. Lo scopo era di mostrare la propria bravura e mostrare le belle ragazze che acconsentivano al ballo.
Se non venivano chieste gighe la serata passava senza che i suonatori ne eseguissero. Oggi si assiste all'esecuzione di gighe dove terzetti di ballerini incolonnati riempiono tutta la sala.

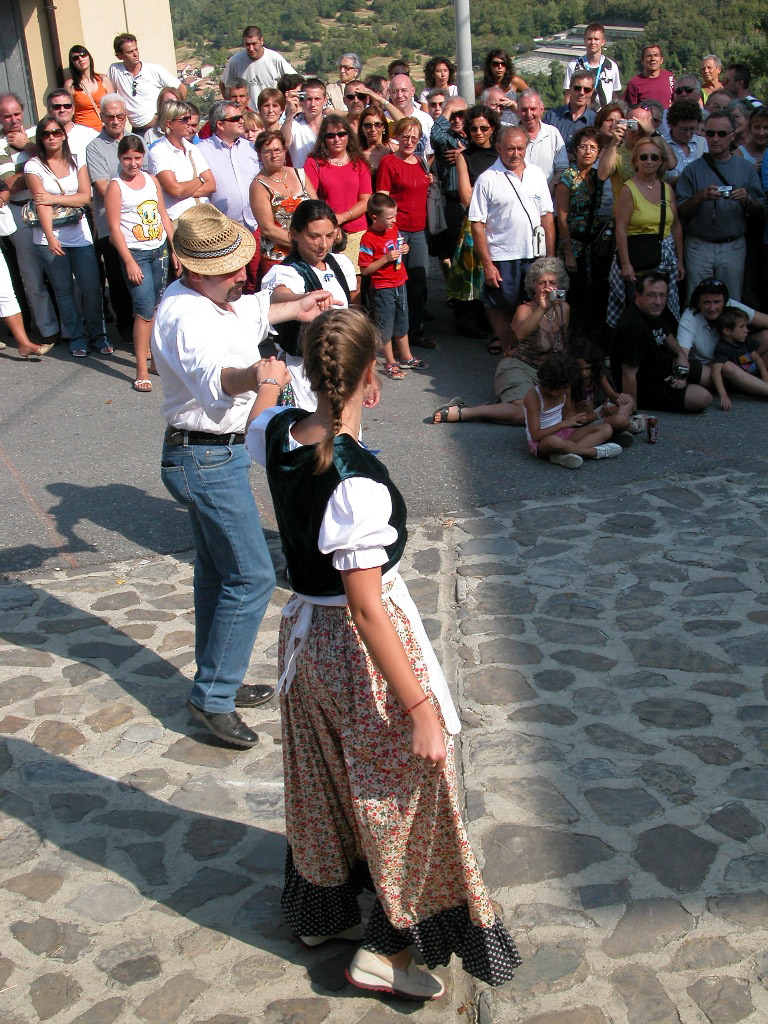
Giga a due, saluto ai musicisti

## Giga a due
La giga a due è ballata da un cavaliere con due dame.
Come quasi tutti i balli coreografici e di cerchio delle quattro province, la giga a due è composta da 3 coppie di balletti.
Il cavaliere esegue balletti con entrambe le dame, alternati a giri di braccia. Prevede all'inizio ed alla fine della danza un saluto ai musicisti.

## Giga a quattro

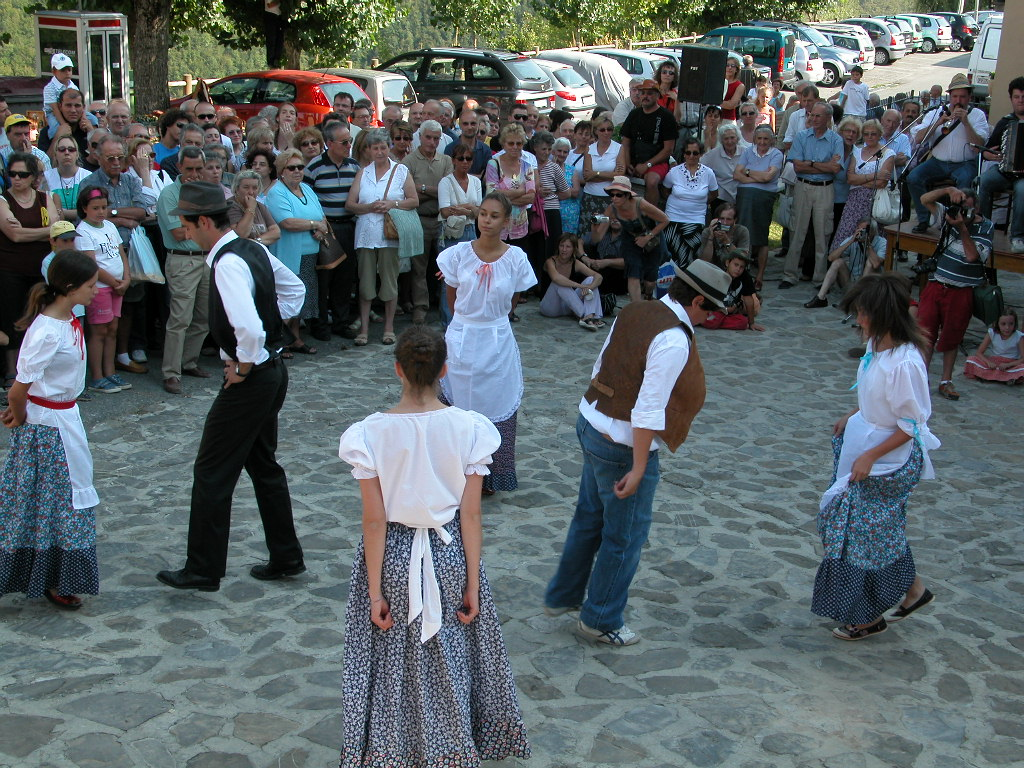
Giga a quattro, balletto

La formazione di partenza vede disposti su una linea davanti ai musicisti un quintetto composto da due donne, il cavaliere, le altre due donne che si tengono tutti per mano. Dopo il saluto ai musicisti, 4+4 passi, il cavaliere che porta si gira verso la donna di sinistra, le altre si dispongono a croce e solo in questo momento entra nella formazione il secondo cavaliere che va a posizionarsi alle spalle del primo. Vi sono sempre tre coppie di balletti, in cui i cavalieri danzano con tutte le dame a turno, e due giri di braccia che coinvolgono ovviamente tutte e quattro le ballerine. Per la chiusura sull'ultimo balletto, i cavalieri vanno a prendere le dame con cui non hanno cominciato il ballo e ridisponendosi in linea chiudono col saluto ai musicisti.
Viene danzata con varianti locali specifiche delle diverse vallate.
Ascolta la giga a quattro

## Passo delle Quattro Province
Il passo delle Quattro Province, che esiste con questa struttura solo in questa zona, da' il caratteristico movimento a queste danze e viene usato sia per il saluto ai musicisti che per i balletti, mentre il giro di braccia è fatto con un passo normale. Composto di tre appoggi, il primo lungo (in levare) e gli altri due corti con rimbalzo, obbliga a staccare velocemente i piedi da terra e dà la possibilità ai ballerini di muoversi, come spesso succede, su terreni disagevoli come selciati, prati, vie, cortili.
La velocità delle musiche e la difficoltà del passo richiedono discrete doti atletiche e di coordinazione, che rendono questo repertorio molto apprezzato dai bravi danzatori e discretamente conosciuto anche all'estero, in particolare in Francia.
Come tutte le danze di questa zona viene suonata da una coppia di suonatori con piffero e fisarmonica.

## Discografia
- 1986: I Suonatori delle Quattro Province - Musica tradizionale dell'Appennino—Robi Droli
- 1987: Baraban - I canti rituali, i balli, il piffero - ACB
- 1994: Stefano Valla/Franco Guglielmetti - Traditions of the oboe = Traditions du piffero—Silex mosaïque
- 2002: Stefano Faravelli/Franco Guglielmetti - Antiquae: danze delle 4 Province—Spazio libero
- 2006: Musicisti Vari - Le tradizioni musicali delle Quattro Province—SOPRIP